# 白克里尼察 (日托米爾州)
白克里尼察（羅馬化：Bila Krynytsia）是烏克蘭北部日托米爾州日托米爾區霍罗多克市镇内的镇。處於捷捷列夫河畔，始建於1603年，面積1.75平方公里，2011年人口945，人口密度每平方公里540人。